# Phường 4, Phú Nhuận
Phường 4 là một phường cũ thuộc quận Phú Nhuận, Thành phố Hồ Chí Minh, Việt Nam.
Phường 4 có diện tích 0,28 km², dân số năm 2021 là 13.556 người,  mật độ dân số đạt 48.414 người/km².
Từ ngày 1 tháng 7 năm 2025 thực hiện Nghị quyết 1685/NQ-UBTVQH15, sáp nhập 3 phường của quận Phú Nhuận là Phường 4, Phường 5 và Phường 9 thành phường Đức Nhuận. Trụ sở UBND Phường 4 trở thành Trụ sở UBND phường Đức Nhuận.